# Haruspex (ziener)

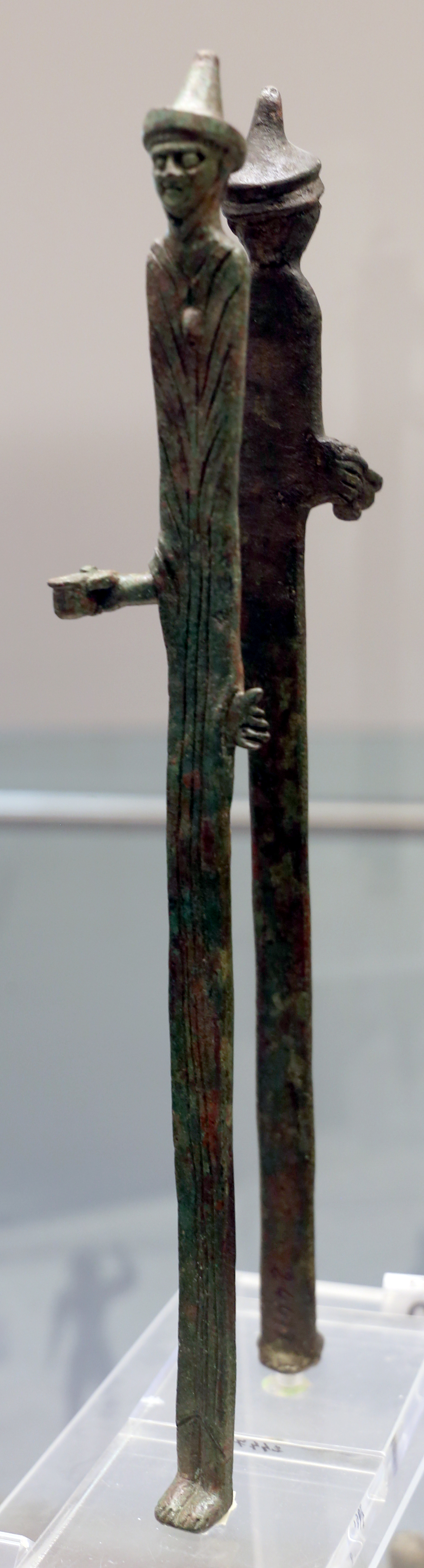
Etruskische votiefgave in de vorm van een haruspex. 3e eeuw v.Chr. Brons. Rome, Villa Giulia.

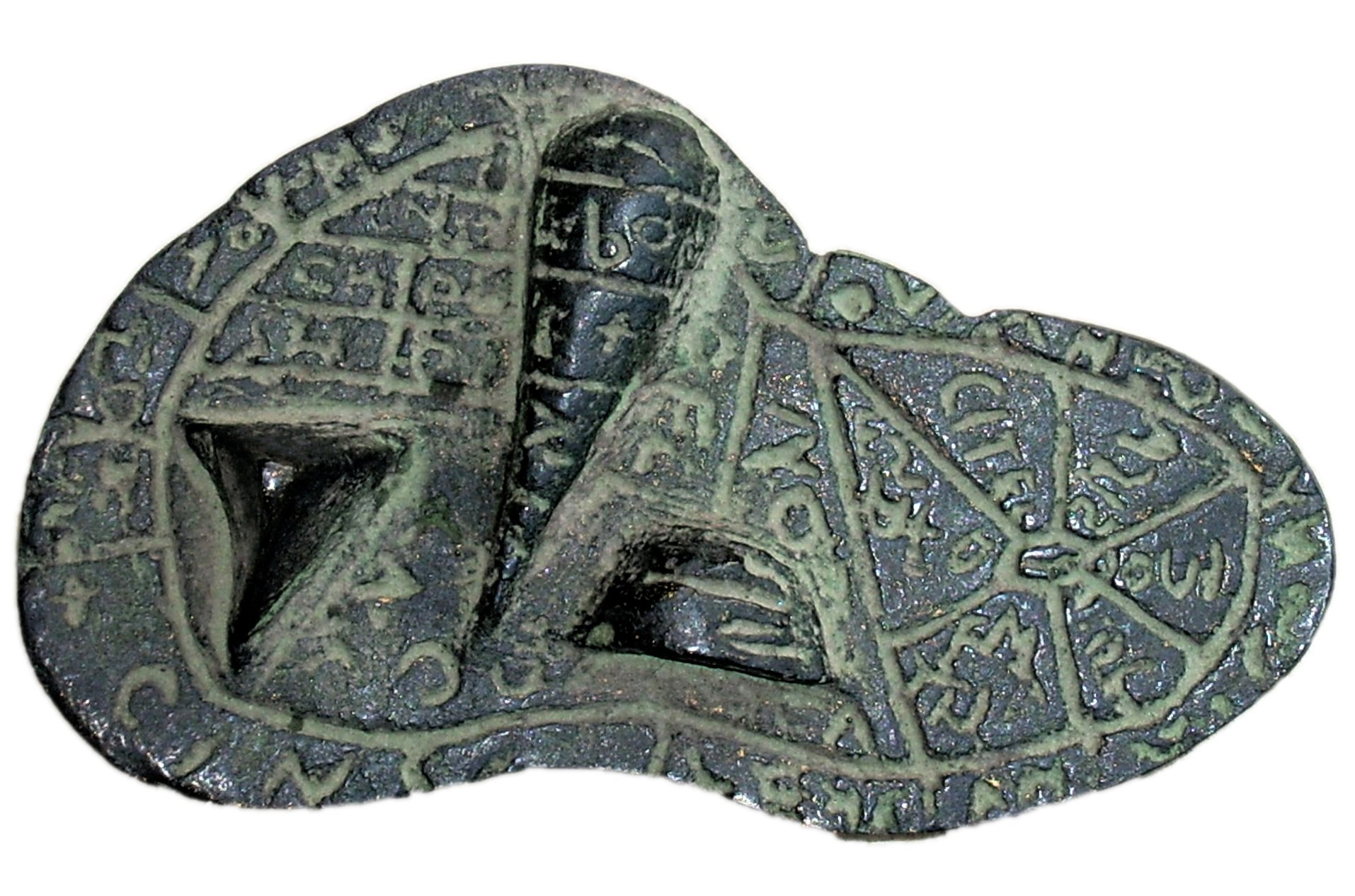
Lever van Piacenza, replica (origineel ca. 100 v.Chr., archeologisch museum van Piacenza).

Haruspex (meervoud haruspices) is de Latijnse term voor een ziener die in de oudheid de verborgen bedoelingen der goden afleidde uit bepaalde kenmerken van ingewanden van een offerdier. De etymologie is niet helemaal duidelijk, voor het eerste deel het woord denkt men aan hostia (van haruga, "offerdier"), samen met spex, van het Latijnse -spicere (kijken). De Etruskische aanduiding was netśvis.
De Romeinen hebben het schouwen van dierlijke ingewanden mogelijk overgenomen uit Etrurië. Ook de Babyloniërs waren erin gespecialiseerd. Daarnaast bestond er in de Etruskische en Romeinse wereld ook de auspex, priesters die de wil van de goden aflazen door het observeren van blikseminslag of uit de vlucht van vogels.

## Extispicium
In het oude Mesopotamië was extispicium (ingewandschouwing) heel gebruikelijk en er zijn hele kleitabletten aan gewijd. De schouwing concentreerde zich echter niet noodzakelijkerwijs op alleen de lever. In Me-Turan is een kleimodel van een lever aangetroffen van de troonsbestijging van koning Daduša van Ešnunna (ca. 1800 v.Chr.), waarop de gunstige voortekenen opgesomd worden. De tīrānu, de lussen van de darmen, waren 14 in getal, geheel zoals het hoorde.

## De haruspex bij de Etrusken
In Etrurië was het doen van voorspellingen aan de hand van dierlijke organen en bliksems voorbehouden aan een specialist, de netśvis, in Romeinse bronnen haruspex genoemd. De Etruskische haruspex genoot veel aanzien in de maatschappij. Deze belangrijke functie werd uitsluitend bekleed door mannen afkomstig uit adellijke families, die in deze gecompliceerde techniek en achterliggende 'filosofie' waren ingewijd. Tijdens rituelen droeg de haruspex een speciaal gewaad, bestaande uit onder meer een dierenvel en een gepunte vilten muts. Het 'ouderwetse' karakter van zijn uitdossing, die sterk doet denken aan de kleding van prehistorische herders, benadrukte de ouderdom van zijn kunst.

### Leverschouw
Religie in Etrurië had fatalistische kenmerken; men geloofde dat de goden veel invloed uitoefenden op de wereld van de mensen. De gunst van de goden was dus cruciaal wilde een bepaalde onderneming, zoals een militaire campagne, kans van slagen hebben. Om inzicht in de verborgen wil van de goden te krijgen hadden de Etrusken gaandeweg een arsenaal aan methoden ontwikkeld. Zo interpreteerde men bliksems en andere natuurverschijnselen. Het nauwkeurig en op correcte wijze onderzoeken van de ingewanden van een offerdier (met name de lever van een schaap of rund) behoorde tot de belangrijkste van die methoden en gold als een Etruskische specialiteit. De ingewandenschouw stond beschreven in de libri haruspicini, die deel uitmaakten van de Disciplina Etrusca, de Etruskische religieuze leer. Van de mythische profeet Tages werd geloofd dat hij de religieuze kennis had geopenbaard. 
Etruskische teksten over de voorspellingskunst zijn vrijwel niet bewaard gebleven. Een belangrijke bron van informatie is de Lever van Piacenza, een bronzen model van een schapenlever daterend van rond 100 v.Chr. De vlakke (viscerale) zijde is zeer gedetailleerd: herkenbaar zijn onder meer de galblaas en de processus caudatus. De viscerale zijde is ingedeeld in 40 vakjes waarin, in het Etruskisch, de namen van verschillende Etruskische goden zijn te lezen. Wetenschappers gaan ervan uit dat de bronzen Lever van Piacenza als instructiemodel heeft gediend voor jonge leerling-haruspices. Hoe de haruspex precies aan de hand van een lever voorspellingen deed is nog niet geheel helder. Waarschijnlijk lette hij op afwijkingen (vorm, kleuren, inkepingen), waarvan de soort en plaats op het orgaan informatie verschafte over de wil van een of meerdere godheden. Bijzondere aandacht ging uit naar een bepaalde uitstulping op de lever, namelijk de processus caudatus, die 'kop' werd genoemd. Het ontbreken van dit deel werd gezien als een zeer slecht voorteken.
Niet alleen de Etrusken gebruikten dierlijke levers om inzicht te krijgen in bovennatuurlijke zaken. In Anatolië en Mesopotamië (Akkad en Babylonië) bijvoorbeeld is een groot aantal aardewerken levermodellen opgegraven, en ook in de Griekse wereld werden levers van offerdieren 'geraadpleegd' (daar overigens pas vanaf ca. 540 v.Chr. Vermoedelijk hadden de Grieken de leverschouw leren kennen door contacten met Etrurië). Sommige onderzoekers denken dan ook dat de Etrusken de techniek van het leverschouwen hebben overgenomen uit het Nabije Oosten. De manier waarop de Etrusken levers schouwden was echter totaal verschillend. De aan- of afwezigheid van de eerdergenoemde 'leverkop' bijvoorbeeld, waaraan Etruskische haruspices veel belang hechtten, speelde in Mesopotamië geen rol van betekenis. Ook het feit dat een deel van de vakjes op de viscerale zijde van het Etruskische levermodel correspondeert met de 16 regionen waarin Etruskische haruspices het hemelgewelf plachten in te delen - iedere god werd verondersteld op een specifieke plaats aan de hemel te zetelen - is een uniek Etruskisch verschijnsel.

## De haruspex in de Romeinse wereld
Door de vertaling van de Etruskische boeken over de ingewandenschouw (libri haruspicini) waren de Romeinen in principe in staat om zelf deze orakelkunst toe te passen. De Etrusca Disciplina werd in de hele geschiedenis van het Romeinse rijk gebruikt. Waarschijnlijk werden de haruspices geconsulteerd vanaf de 3e eeuw v. Chr., nadat de Romeinen met de Etruskische steden politieke bondgenoten geworden waren ten tijde van de Punische oorlogen. Of de orde van de haruspex gesticht werd door Romeinen of door de Etrusken is niet duidelijk. Men vraagt zich ook af of het 'hoofdkwartier' in Rome gevestigd was of, dat er een vestiging van Etruskische priesters in Rome bestond. De haruspices werden geconsulteerd door de Romeinse senaat, maar de senaat moest de antwoorden altijd nog evalueren.
De Romeinse senaat had drie verschillende groepen voorspellers in dienst: de augurs, die uit de vlucht van vogels de toekomst afleidden, een orde van priesters voor andere omens en prodigia en dan de haruspices. Zowel augurs als haruspices waren bevoegd voor het interpreteren van voortekens in de lucht zoals donder en bliksem, al interpreteerden ze die wel allebei op eigen wijze. Voorspellers werden vooral geraadpleegd door de senaat om te beslissen of en wanneer een bepaalde veldslag gevoerd moest worden.
Net zoals in de culturen uit het Nabije Oosten waren ossen, schapen en geiten de belangrijkste dieren waarvan de ingewanden onderzocht werden. Soms werden ook heilige kippen onderzocht. In enkele gevallen werden ook honden en kikkers gevonden die onderzocht werden op tekenen van de goden, maar misschien was dat een grap.
Veel Romeinen stonden sceptisch tegenover deze vorm van orakelkunst. Cato zei dat het hem verbaasde dat een haruspex zijn lach kon inhouden als hij een collega tegenkwam. (Marcus Tullius Cicero, De divinatione, II,5). Belangrijke Romeinen hadden echter vaak Etruskische haruspices in hun entourage. Zo werd Julius Caesar door de Etruskische haruspex Titus Vestricius Spurinna gewaarschuwd voor een groot gevaar op de Iden van maart, de dag waarop hij vermoord zou worden.
Tot in de vroege keizertijd was er geen officieel orgaan waarin de Etruskische priesters zetelden. Indien nodig werden ze opgeroepen 'uit Etrurië'. In de eerste eeuw werd de raad van de voorspellers geformaliseerd. Er werd een college van zestig haruspices opgericht door keizer Claudius I, die een uitvoerig boek schreef over de Etrusken, en ook een woordenboek Etruskisch-Latijn; beide werken zijn verloren gegaan. Etruskische priesters werden gerekruteerd uit de zonen van de belangrijkste families uit de twaalf Etruskische steden in Toscane. Ze vergaderden in het heiligdom van de god Voltumna, tot aan de regering van keizer Theodosius I, eind vierde eeuw.
In 410, toen de Griekse orakels al lang geen voorspellingen meer deden en het Romeinse rijk al bijna een eeuw christelijk was, boden Etruskische haruspices hun diensten aan om de Visigotische leider Alarik I buiten de Romeinse stadsmuren te houden. Paus Innocentius I stond de rituelen met tegenzin toe, mits ze in het geheim plaatsvonden. Na de val van Rome verdween de haruspex-praktijk geleidelijk.